# Jubileuszowy Zlot Dziesięciolecia ZHR „Lednica 99”
Zlot 10-lecia ZHR – zlot harcerski zorganizowany przez Związek Harcerstwa Rzeczypospolitej w dniach 3-15 sierpnia 1999 w lasach w okolicach Imiołek, dla uczczenia 10 rocznicy powstania ZHR.
W zlocie uczestniczyło 1617 harcerek i 1767 harcerzy w tym 21 harcerzy z Litwy, 24 z Łotwy i 94 Ukrainy. Ponadto Zlot odwiedziło 3500 gości.

## Komenda Zlotu
- Komendant Zlotu: hm. Piotr Stawiński
- Komendantka Gniazd Harcerek: hm. Urszula Kret
- Komendant Gniazd Harcerzy: hm. Jerzy Mika
- Oboźny Zlotu: phm. Rafał Miastowski

## Program Zlotu
Był oparty na przyjętym programie zaproponowanym drużynom kandydującym na Zlot i opierał się na zdobywaniu tzw. „Talentów”, czyli specjalnych monet okolicznościowych otrzymywanych za realizację zadań przedzlotowych w czterech działach tematycznych: Rzeczpospolita, Jamboree, Harcerstwo, Wiara. W czasie Zlotu zachowano ten układ programowy i tak według nich prezentowały się następujące wydarzenia:
- Rzeczpospolita
  - Festyn archeologiczno-historyczny „Stąd nasz ród” na Ostrowie Lednickim,
  - Zjazd Gnieźnieński 1000 lat później w Gnieźnie,
  - Gra samorządowa „Burmistrz 99” w Poznaniu,
  - Koncert akustyczny dla instruktorów Jacka Kowalskiego 6 sierpnia,
  - Ognisko zlotowe „Służba Polsce”.

- Jamboree
  - Pokazy harcerskie,
  - Koncert 8 sierpnia zespołu Mechanicy Shanty.

- Harcerstwo
  - Lednickie Harce,
  - Koncert 9 sierpnia Justyny Steczkowskiej.

- Wiara
  - odnowienie Aktu Zawierzenia Matce Boskiej Częstochowskiej i przejście przez Bramę III Tysiąclecia,
  - Koncert 14 sierpnia zespołu 2Tm 2,3.

Z okazji Zlotu wydano 14 numerów pisma „Lednickie Harce” – 4 numery formatu A3 wydano przed Zlotem, zaś pozostałych 10 numerów formatu A4 wydawano jako gazetę codzienną w czasie trwania zlotu.
Zlot został udokumentowany w filmie „Lednica 99” autorstwa hm. Krzysztofa Krzyżanowskiego.